# Ray Cowels
Raymond Cowels III, detto Ray (Chicago, 18 novembre 1990), è un cestista statunitense.

## Palmarès
- Campionato ungherese: 1

Falco K.C. Szombathely: 2022-2023
- Coppa di Polonia: 1

Legia Varsavia: 2024